# Будище (Житомирський район, Покостівська сільська рада)
Будище (пол. Budyszcze, рос. Будыще) — колишнє село у Чуднівській волості Житомирського і Полонського повітів Волинської губернії та Покостівській (Березівській) сільській раді Чуднівського, Миропільського, Мархлевського (Довбишського), Житомирського районів і Житомирської міської ради Волинської округи, Київської та Житомирської областей.

## Населення
Наприкінці 19 століття кількість населення становила 256 осіб, дворів — 21, у 1906 році кількість мешканців становила 124 особи, дворів — 19, на 1923 рік — 54 двори та 276 мешканців.

## Історія
Наприкінці 19 століття — сільце Чуднівської волості Житомирського повіту, за 35 верст від Житомира.
У 1906 році — сільце Чуднівської волості (3-го стану) Житомирського повіту Волинської губернії. Відстань до повітового та губернського центру, м. Житомир, становила 42 версти, до волосного центру, містечка Чуднів — 25 верст. Найближче поштово-телеграфне відділення розташовувалося в Чуднові.
У березні 1921 року, в складі волості, увійшло до новоствореного Полонського повіту Волинської губернії. У 1923 році включене до складу новоствореної Березівської (згодом — Покостівська) сільської ради, яка, від 7 березня 1923 року, увійшла до складу новоутвореного Чуднівського району Житомирської округи. Розміщувалася за 25 верст від районного центру, міст. Чуднів, та 1 версту від центру сільської ради, с. Березівка. 27 червня 1925 року, в складі сільської ради, передане до Миропільського району Житомирської округи, 1 вересня 1925 року — до складу новоутвореного Довбишського (згодом — Мархлевський) району Житомирської (згодом — Волинська) округи, 17 жовтня 1935 року — до складу Житомирської міської ради Київської області, 14 травня 1939 року — до складу новоствореного Житомирського району Житомирської області.
Зняте з обліку до 1 жовтня 1941 року.